# موریس ریچارد (فیلم)
موریس ریچارد (انگلیسی: Maurice Richard) فیلمی در ژانر زندگینامه‌ای و درام است که در سال ۲۰۰۵ منتشر شد. از بازیگران آن می‌توان به روی دوپویس و استیفن مک‌هتی اشاره کرد.